# Fast Food
Fast Food fue un grupo de punk rock de Madrid, España. Se formó en el año 1994.

## Miembros
- Javi Fast Food: Voz y Guitarra (1994/2017)
- The Ant: Bajo (2006/2011)
- Eu the Rocker: Batería (2010/2011)
- Edu: Batería (2006/2010)
- Tyrd: Guitarra (2006/2007)
- Koke: Bajo (2005/2006)
- Luis: Batería (2002/2006)
- Castro: Guitarra (1994/2006)
- Gonzalo: Batería (1995/1999)
- Rubén: Batería (1994/1995)

## Discografía
1995 - "V/A - El ataque de la gente NOT" CD (NOT Records)
- Kissin friends (Demo)

1996 - "V/A B.S.O Killer Barbies" LP/CD (Subterfuge Records)
- El ascensor

1996 - FAST FOOD / AEROBITCH "No beer left" Split EP (Punch Records)
- Embrujada
- Nada ha cambiado
- I don't give a fuck

1997 - FAST FOOD / SUGUS "Ataque Punk-Rock" Split EP (Punch Records)
- Carne de suicidio
- Me and the Ronettes

1997 - "Soy un Ramone" LP/CD (Punch Records)
- Surf nazis must die
- Ella vino del espacio exterior
- Angela
- Kissin friends
- El viejo matadero
- Pleased to hate you
- Kim Shattuk
- Four days without you
- Fantasía en el super mercado
- Sacadme de aquí
- Debbie is a nerve
- Kill the pigeons
- Rubber love
- Embrujada
- No me importa
- Argos

1997 - "V/A Loose drive" CD RPM (Punch Records)
- Ella vino del espacio exterior

1998 - "V/A A the worst of Pizza & Coke Vol.5" K-7 (Pizza&Coke Records)
- Fantasía en el supermercado

2000 - "V/A Never trust a Punk Vol.2" CD (Rumble Records)
- Black flag

2003 - "And the world keeps turning" CD (CB Records)
- 100.000 Mutantes
- Veintiocho
- Out of sight
- 1942
- La noche de los cuchillos largos
- Carrie
- Mundo caótico
- Cuando todo era Ramones
- Zapping
- Menos de una semana
- No quiero
- BF-109
- Más suicidios
- Rats in the garbage can
- Nowhereland
- And the world keeps turning

2004 - "V/A La era Pop Vol.2" CD (A.G.A. Records)
- Menos de una semana

2005 - "Funny beats & little bites" CD (Animal Records)
- Sweet and sour
- How low will you go?
- Breakaway
- S.L.U.G.
- Waltzing Matilda
- When you walk in the room
- Close the door when you leave
- S.P.A.Z.Z.Y.

2005 - "V/A Animal party" CD (Animal Records)
- How low will you go?
- When you walk in the room (Alt. vocals)

2008 - "Surfin'Dora" EP (Rumble/Música para Top/CB)
- Surfin' Dora
- 1993
- Hey, Romeo!

2008 - "Electric Romance" CD (Rumble/Música para Top/CB)
- Radio Radio Radio
- Surfin' Dora
- Game Over
- Cuando Suene Buddy Love
- Latino Kids In Leather Jackets
- El Año Que Cambió Mi Voz
- Punk-Rock City
- Ana
- Etcétera
- Como Sonny&Cher
- 200 Cigarrillos
- Siluetas

2009 - "V/A Open 24 Hours" CD (Diner Junkie)
- Latino Kids In Leather Jackets

2009 - "Cohete a tu Corazón" MCD (CB/Ayuken Records)
- Cero en Conducta
- Cohete a tu corazón
- Las Últimas Noches de Septiembre
- Summer Hit
- Starry Eyes

2009 - "FAST FOOD / SONIC SURF CITY "Lights Out"" Split MCD (Rumble)
- Polaroid
- Surfin' Dora
- Embrujada
- Cuando Te Decidas

2010 - "Party Of Three" CD (SP-Records)
- Soy un Ramone
- 100.000 Mutantes
- Debbie es una caradura
- Veintiocho
- Menos de una semana
- Kissin' friends
- Fantasía de supermercado
- Cuatro días sin ti
- 1942
- Zapping
- Embrujada
- En el infierno
- Carrie
- Ella vino del espacio exterior
- Kim Shattuck
- Cuando todo era Ramones